# 정남면
정남면(正南面)은 경기도 화성시에 위치한 면이다. 북서쪽으로 봉담읍, 남서쪽으로 향남읍, 북쪽에는 화산동, 동쪽으로는 오산시, 남쪽으로는 평택시 서탄면과 접한다.

## 개요
정남면은 화성시 동부권역의 중심지역으로 직할 하천인 황구지천이 면 중심부를 관통하고 있다. 수자원이 풍족한 사질 양토의 평야지대로 사통팔달의 교통 요충지이기도 하다. 또한 소규모 제조업체들과 넓은 농업지역이 공존하고 있다.

## 법정리
- 고지리(古支里)
- 관항리(官項里)
- 계향리(桂香里)
- 괘랑리(掛囊里)
- 귀래리(歸來里)
- 금복리(錦福里)
- 내리(內里)
- 덕절리(德節里)
- 망월리(望月里)
- 문학리(文學里)
- 발산리(鉢山里)
- 백리(栢里)
- 보통리(普通里)
- 수면리(水面里)
- 신리(新里): 정남면 행정복지센터 소재지
- 오일리(五逸里)
- 용수리(龍水里)
- 음양리(陰陽里)
- 제기리(諸岐里)

## 교육
- 정남초등학교
- 정림초등학교
- 정남중학교
- 수원과학대학교

## 사업
- 구주제약 화성공장